# Beals Wright
Beals Coleman Wright (Boston, 19 dicembre 1879 – Alton, 23 agosto 1961) è stato un tennista statunitense.

## Biografia
Beals nacque a Boston, nel Massachusetts, figlio George Wright, grande giocatore di baseball dei Cincinnati Red Stockings, e nipote di Harry Wright, fondatore dei Cincinnati Red Stockings. Nel 1890 Beals Wright viaggiò con suo padre George in California, dove gareggiò nel Delmonte Tennis Championship a Monterey.
Wright partecipò alle Olimpiadi di Saint Louis 1904, in cui vinse due medaglie d'oro nel singolare e nel doppio maschile. Inoltre vinse tre titoli consecutivi di singolare (1904-1906) al torneo ora conosciuto come Cincinnati Masters, e raggiunse la finale nel doppio (con Edgar Leonard) nel 1904.
Wright vinse il Canadian Tennis Championship, giocato a Niagara-on-the-Lake, nel 1902, 1903 e 1904. Nel 1902 vinse anche il Torneo Internazionale di Tennis del Niagara, giocato sempre a Niagara-on-the-Lake, sconfiggendo Harold Hackett in finale.
La vittoria più importante di Wright arrivò nel 1905 quando vinse il singolare maschile ai Campionati Nazionali degli Stati Uniti sconfiggendo il campione in carica Holcombe Ward in due set.
Beals era il fratello di Irving Wright, campione di doppio maschile nel 1917 e 1918 agli US Championship. Assieme al fratello, Beals vinse il doppio maschile ai Campionati canadesi di Tennis per quattro volte (1902, 1903, 1904, 1905).
Beals Wright fu introdotto nella International Tennis Hall of Fame nel 1956. Morì a Alton, nell'Illinois.

## Finali di Grande Slam (singolare)

### Vittorie
| Anno | Torneo             | Avversario    | Score          |
| 1905 | U.S. Championships | Holcombe Ward | 6–2, 6–1, 11–9 |

### Sconfitte
| Anno | Torneo             | Avversario       | Score              |
| 1901 | U.S. Championships | William Larned   | 2-6, 8-6, 4-6, 4-6 |
| 1906 | U.S. Championships | William Clothier | 3-6, 0-6, 4-6      |
| 1908 | U.S. Championships | William Larned   | 1-6, 2-6, 6-8      |

## Finali di Grande Slam (doppio)

### Vittorie
| Anno | Torneo             | Compagno      | Avversari                     | Score                   |
| 1904 | U.S. Championships | Holcombe Ward | Kreigh Collins Raymond Little | 1–6, 6–2, 3–6, 6–4, 6–1 |
| 1905 | U.S. Championships | Holcombe Ward | Fred Alexander Harold Hackett | 6–4, 6–4, 6–1           |
| 1906 | U.S. Championships | Holcombe Ward | Fred Alexander Harold Hackett | 6–3, 3–6, 6–3, 6–3      |

### Sconfitte
| Anno | Torneo             | Compagno       | Avversari                     | Score                   |
| 1901 | U.S. Championships | Leo Ware       | Holcombe Ward Dwight F. Davis | 3-6, 7-9, 1-6           |
| 1908 | U.S. Championships | Raymond Little | Fred Alexander Harold Hackett | 1-6, 5-7, 2-6           |
| 1918 | U.S. Championships | Fred Alexander | Vincent Richards Bill Tilden  | 3-6, 4-6, 6-3, 6-2, 2-6 |

## Palmarès olimpico
- Giochi olimpici

St. Louis 1904: due medaglie d'oro nel singolare e doppio maschile.